# Traversia
Traversia là một chi thực vật có hoa trong họ Cúc (Asteraceae).

## Loài
Chi Traversia gồm các loài: